# Nkandu Luo
Nkandu Phoebe Luo, née le 21 décembre 1951 à Chinsali, est une microbiologiste, femme politique et ministre zambienne. Elle a exercé comme responsable de la division pathologie et microbiologie à l'hôpital universitaire de Lusaka, menant des recherches sur le VIH/SIDA.

## Biographie
Nkandu Luo est née à Chinsali le 21 décembre 1951. Ses parents sont tous deux enseignants et elle est l'un des huit enfants survivants,. Elle obtient une maîtrise en microbiologie à l'université d'État de Moscou et une maîtrise et un doctorat en immunologie à l'université de Brunei.
Elle travaille ensuite au Saint-Mary's Hospital à Londres. Elle devient professeur de microbiologie et d'immunologie à l'université de Zambie en 1993 et travaille en tant que responsable de la division pathologie et microbiologie à l'hôpital universitaire de Lusaka. Elle publie de nombreux articles sur le sida.
En 1996, présentée dans la circonscription de Mandevu (district de Lusaka) comme candidate par le Mouvement pour la démocratie multipartite, elle est élue au parlement, Elle est nommée vice-ministre de la Santé, de 1997 à 1999, et ministre de la Santé en 1999. Cependant, elle se heurte à la fois aux donateurs et aux travailleurs de la santé. Elle quitte cette fonction en novembre 1999 et est remplacée par David Mpamba. Elle devient alors ministre des Transports et des Communications, avant de perdre son siège de député lors de l'élection de 2001.
Elle crée un réseau national d'une trentaine de groupes de défense contre le sida et fonde l'organisation à but non lucratif Tasintha, qui cherche à lutter en Zambie contre le commerce du sexe et le VIH/SIDA. Elle crée le  programme de contrôle national AIDS, le Service national de transfusion sanguine et de programme de prévention de la transmission mère-enfant du VIH/SIDA.
Elle est réélue pour le Front patriotique, cette fois, pour la circonscription de Munali (district de Lusaka) en 2011. Elle est nommée ministre des Collectivités locales et du Logement, par Michael Sata en 2011, puis devient ministre des Chefs et des Affaires traditionnelles en 2014. Elle est ensuite nommée ministre du Genre et de la Parité par Edgar Lungu en février 2015. En mars 2016, elle est désignée présidente du caucus des femmes parlementaires à la 134e conférence de l'Union interparlementaire à Lusaka. En septembre 2016, elle devient ministre de l'Enseignement supérieur, puis en juillet 2019, ministre de la Pêche et de l'Élevage.
Elle est colistière d'Edgar Lungu lors de l'élection présidentielle d'août 2021.

## Sélection de publications
- Alison M Elliott, Nkandu Luo et al., « Impact of HIV on tuberculosis in Zambia: a cross sectional study », BMJ, vol. 301,‎ 1990, p. 412-415 (lire en ligne)
- Christopher P. Conlon, Nkandu Luo et al., « HIV-related enteropathy in Zambia: a clinical, microbiological, and histological study », The American journal of tropical medicine and hygiene, vol. 42,‎ 1990, p. 83-88 (lire en ligne)
- Nkandu Luo, « Socio-culture and Economic Dimensions of HIV/AIDS in Zambia », Positive Living Network,‎ 1993
- Alison M. Elliott, Nkandu Luo et al., « The impact of human immunodeficiency virus on mortality of patients treated for tuberculosis in a cohort study in Zambia », Transactions of the Royal Society of Tropical Medicine and Hygiene, vol. 89,‎ 1995, p. 78-82
- Martine Peeters, Nkandu Luo et al., « Geographical distribution of HIV‐1 group O viruses in Africa », Aids, vol. 11,‎ 1997, p. 493-498 (lire en ligne)